# Examnes philippensis
Examnes philippensis là một loài bọ cánh cứng trong họ Cerambycidae.